# Virgen de los Navegantes (Alejo Fernández)
La Virgen de los Navegantes, también conocida como Virgen de los Mareantes, es una pintura del artista español Alejo Fernández, creada como tabla central de un retablo para la capilla de la Casa de Contratación de Indias en Sevilla. Es la pintura más temprana que se conoce cuyo tema es el descubrimiento de América.
Los historiadores datan esta pintura de 1531-36. Debió ser encargada  por los oficiales de la Casa de Contratación como tabla central del retablo que instalaron en la Sala de Audiencias del Alcázar, donde por entonces tenía su sede la institución, de manera que la habitación sirviera también como capilla.

## Descripción
En la Virgen de los navegantes María  Se alza sobre los mares para proteger a los barcos, su carga y la tripulación, algunos de los cuales participaban en la peligrosa travesía del Atlántico. Cubre con su manto a varios personajes presumiblemente importantes pero de difícil identificación. Se ha querido ver a la derecha a Fernando II de Aragón y, con capa roja, su nieto el emperador Carlos V. Otros autores han identificado a dos de los personajes de este grupo con el obispo Fonseca y el tesorero Sancho de Matienzo; y aun otros con Elcano y Magallanes, y aun otros a ; a la izquierda, el hombre vestido de dorado sería Cristóbal Colón y los arrodillados Américo Vespucio y uno de los Hermanos Pinzón, o bien Juan de la Cosa y Juan Díaz de Solís. Todos se elevan sobre nubes a los pies de la Virgen. En segundo plano aparecen figuras de indígenas americanos, convertidos al Catolicismo por los españoles. Es por ello una de las primeras pinturas en la que aparecen indios. Posiblemente, la primera sean unos frescos del palacio Apostólico del Vaticano pintados en 1494.
La Virgen de los navegantes se ha considerado «la afirmación más plena de la ideología española oficial, que podría llamarse "la Leyenda Blanca de la Elección Imperial de España"».
A ambos lados del retablo hay paneles laterales que representan a san Sebastián, Santiago el Mayor, san Telmo y san Juan Evangelista. Estas tablas se cree que son obra de otro artista, no de Alejo Fernández, quizá un miembro de su taller u otro artista desconocido.
Esta Virgen es muy similar a otra atribuida al mismo autor: la Virgen de los Ángeles. La Virgen de los Ángeles también está en el centro de un tríptico. En un lateral se hallan san Francisco y san Antonio y en el otro san Juan Bautista y san Juan Evangelista. Este tríptico perteneció a la marquesa de Hoyos, de Jerez de la Frontera, y en la actualidad se encuentra en una colección particular.

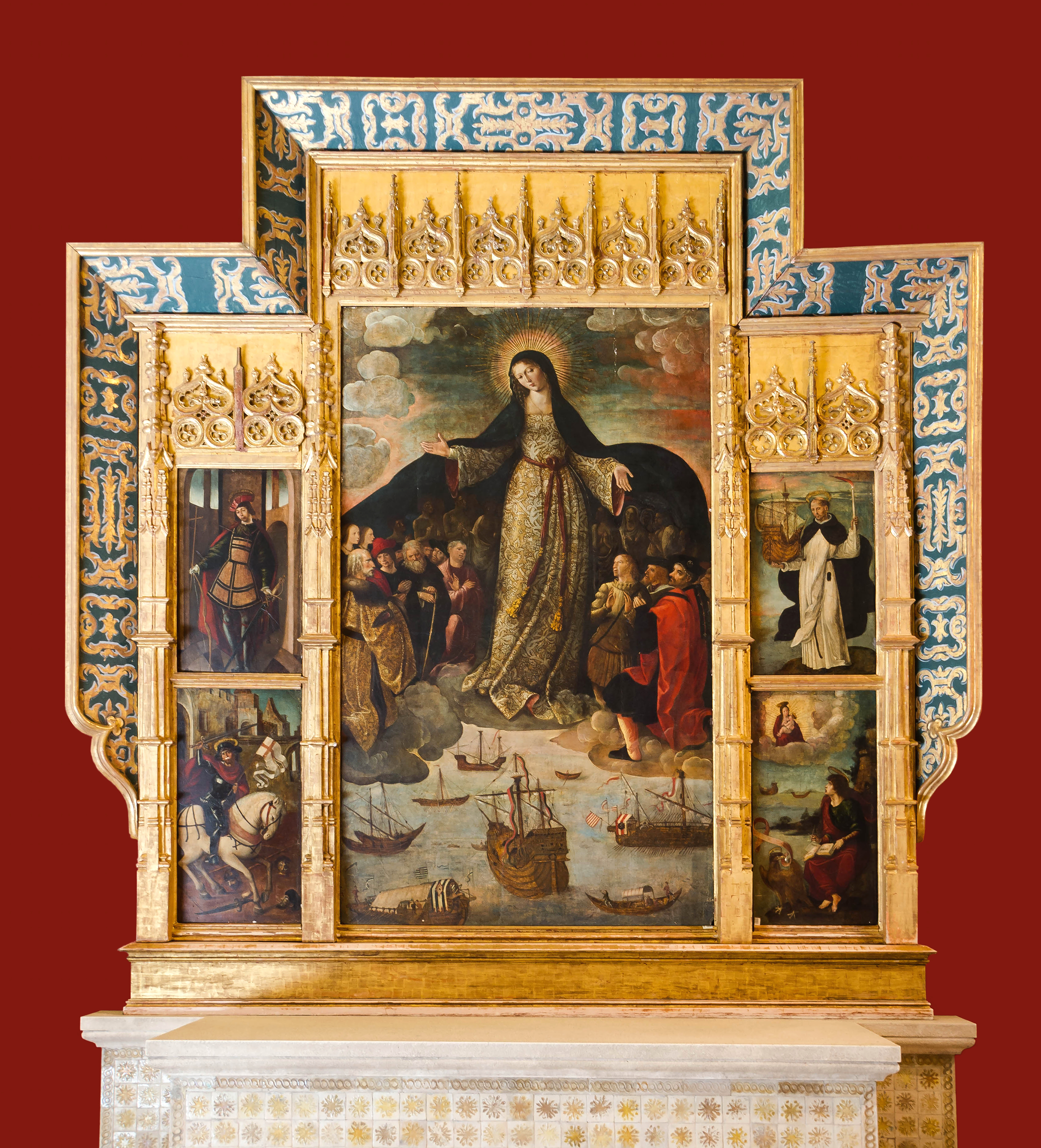
El retablo en su conjunto.
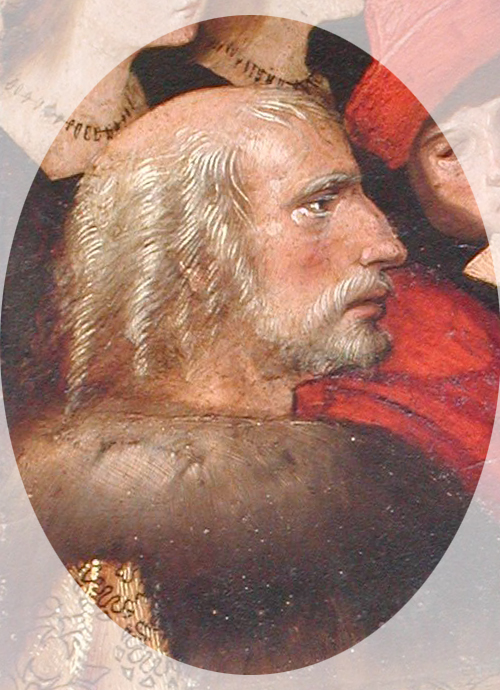
Detalle de Cristóbal Colón.

## Situación actual
El retablo de la Virgen de los Navegantes preside la Sala del Almirante del Alcázar de Sevilla. Existe una controversia sobre su propiedad entre el ayuntamiento de Sevilla, que mantiene que el Gobierno de la República lo cedió a la ciudad en 1931, y Patrimonio Nacional que arguye que siempre ha sido propiedad de la Corona.